# Sturmhaubitze 42
Sturmhaubitze 42 (SdKfz 142/2) – niemieckie działo pancerne z okresu II wojny światowej.
Wobec zapotrzebowania na nowy pojazd artyleryjskiego wsparcia piechoty, pod koniec 1941 roku zakłady Altmaerkische Kettenwerk GmbH (Alkett) otrzymały zlecenie na opracowanie uzbrojonych w haubicę L/28 kal. 105 mm samobieżnych dział szturmowych na podwoziu Sturmgeschütz III (Sd.Kfz. 142). Pierwszy egzemplarz wyprodukowano na podwoziu Sturmgeschütz III Ausf. E i wyposażony był w haubicę 10,5 cm leFH 18 L/28. Hitler był pod wrażeniem nowej samobieżnej broni i rozkazał wprowadzić ją do produkcji seryjnej.  Przed końcem 1942 roku wyprodukowano 9 pojazdów, które otrzymały nazwę Sturmhaubitze 42 (StuH 42).
Po pozytywnych wynikach prób poligonowych podjęto decyzję o wdrożeniu wozu do produkcji seryjnej, którą rozpoczęto w lutym 1943 roku. Ogółem do końca wojny zbudowano około 1300 sztuk Sturmhaubitze 42, wprowadzając w trakcie produkcji jedynie niewielkie zmiany: inną osłonę oporopowrotników czy rezygnację z hamulca wylotowego w późniejszych seriach. Reszta zmian w pojeździe była identyczna ze zmianami dokonywanymi w równolegle produkowanym rówieśniku - Sturmgeschütz III Ausf. E.
Lufa haubicy 10,5 cm StuH 42 L/28 montowana w Sturmhaubitze była krótsza, grubsza i bardziej zwężała się ku wylotowi niż działo 7,5 cm StuK 40 L/48 ze StuGa. Do września 1944 roku nowe pojazdy typu StuH były dostarczane z zamontowanymi hamulcami wylotowymi. W pojazdach produkowanych od września do czasu zajęcia zakładów Alkett przez rosjan w kwietniu 1945 roku zrezygnowano z nich, między innymi ze względu na możliwe problemy z amunicją podkalibrową.
Od momentu rozpoczęcia produkcji Sturmaubitze 42 była wprowadzana do uzbrojenia wojsk niemieckich jako etatowe wyposażenie dywizjonów dział szturmowych, obok Sturmgeschütz III uzbrojonych w długolufową armatę kal. 75 mm. StuH 42 nie były używane w wojskach państw sprzymierzonych z III Rzeszą.